# Maennolsheim
Maennolsheim es una localidad y  comuna francesa, situada en el  departamento de Bajo Rin, en la región de  Alsacia.

## Demografía
| 108 | 115 | 123 | 143 | 164 | 170 |
| Para los censos de 1962 a 1999 la población legal corresponde a la población sin duplicidades (Fuente: INSEE [Consultar]) |     |     |     |     |     |